# 英國鐵路73型電力柴油雙模式機車
英國鐵路73型柴電機車（英語：British Rail 73）是英國鐵路的電力／柴油雙模式機車。

## 簡介
英国铁路73型柴電機車是電力／柴油雙模式機車，其特點在於可以使用第三軌供電，而運轉於英國南部地區的650／750V 直流電區間，也可使用柴油引擎自力供電以行駛於非電化區間。雖然使用範圍廣泛，因以柴油引擎供電時，功率不及第三軌供電，此型車並不常使用於英國南部地區以外。在1977年更強大的74型柴電／電力雙模式機車退役並解體之後，直到2017年引入88型電力／柴油雙模式機車之間，73型柴電機車是英國唯一的此類機車。有十部已經報廢。

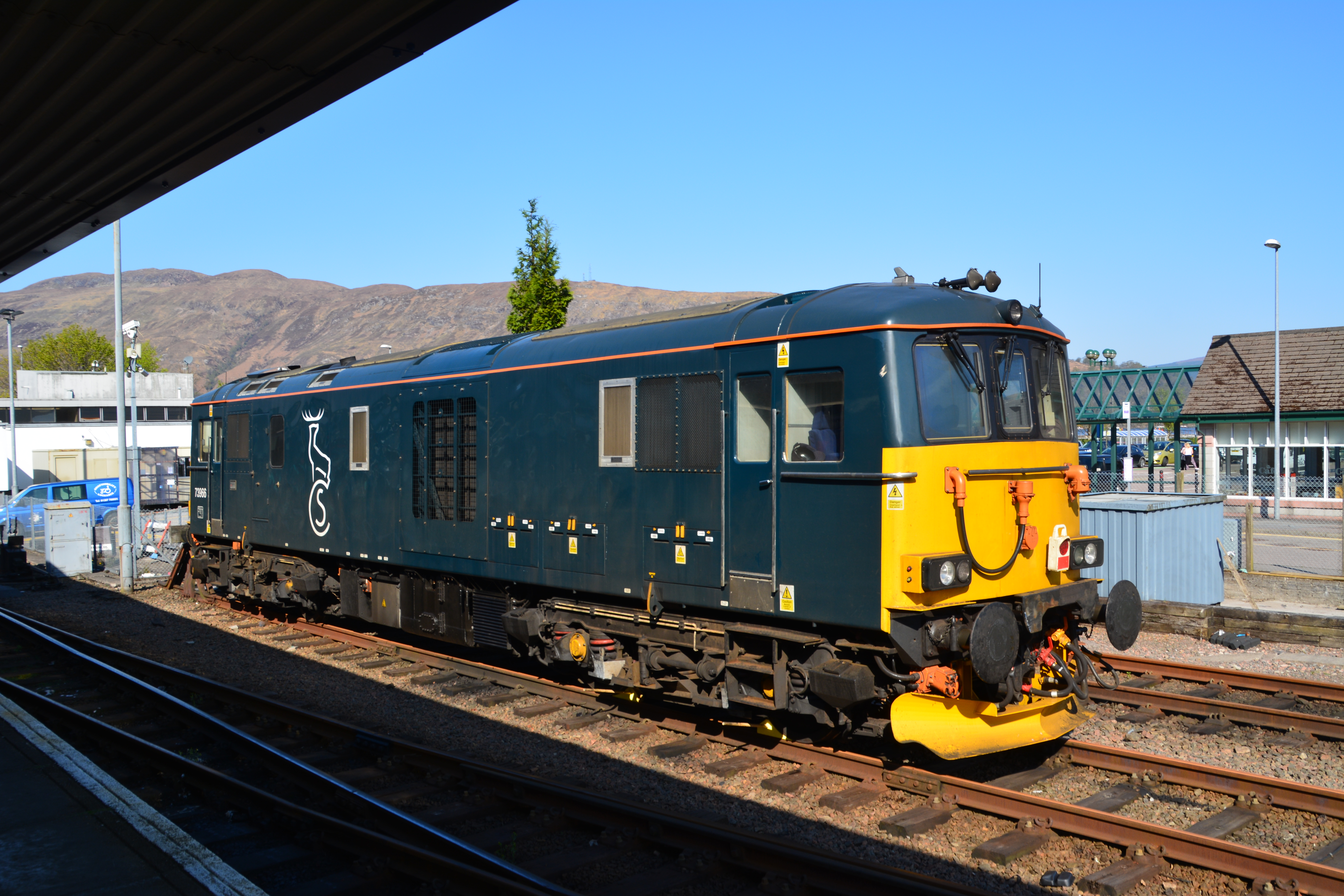
漆有加勒多尼臥鋪列車標誌的73型柴電機車，車號73966，在威廉堡車站

## 引擎改裝

### 改裝康明斯引擎
73211與73104號機車接受了完整的改裝。原先的600匹馬力引擎被換成一對康明斯QSK19 750匹馬力引擎，總出力達到1500匹馬力。這兩輛機車被稱為 73／9型。該款引擎也使用於英國鐵路220型柴聯車與221型柴聯車。

### 改裝MTU引擎
2013年起有五部73型柴電機車改裝MTU 1600匹馬力的引擎。 在改裝時先將所有既存的機械與電力組件拆除，機車的正面也有變化，以安裝聚光燈，跳線的位置也較靠中央；駕駛台也換新。改裝後的機車能與現有的73／1與73／2型重聯運轉。